# Kadett Hornblower
För andra betydelser, se Kadett (olika betydelser).
Kadett Hornblower (Mr Midshipman Hornblower, 1950) är C.S. Foresters sjätte roman om sjöofficeren Horatio Hornblower.

## Handling
En roddbåt i Spitheads hamn är på väg ut till H.M.S. (Hans Majestäts Skepp) Justinian en stormig dag i England. I aktern sitter den sjösjuke kadetten Horatio Hornblower, på väg till sitt livs största äventyr. Ombord på Justinian får Hornblower lära sig allt en officer bör veta för att göra karriär i flottan. Kaptenen fattar tycke för Hornblower och ordnar förflyttning till Hans majestäts fregatt Indefatigable med kommendörkapten sir Edward Pellew som befäl.
Hornblower blir hårt prövad och hinner föra befäl över prisfartyg, utmärka sig i sjöslag, strida tillsammans med marinsoldater i Frankrike, vara krigsfånge i Spanien och bli befordrad till löjtnant innan han har engelsk mark under fötterna.